# Pădurea Roșie
Pădurea Roșie (în ucraineană Рудий ліс, transliterat: Rudîi lis, în rusă Рыжий лес, transliterat: Rîjii les, lit. „pădure de culoare roșcată”)  este o zonă de 10 kilometri pătrați care înconjoară centrala nucleară de la Cernobîl, situată în zona de excludere, din Polesia. Numele „Pădurea Roșie” provine de la culoarea roșcată a pinilor care au murit după ce au absorbit niveluri ridicate de radiații ionizante ca urmare a dezastrului nuclear de la Cernobîl din 26 aprilie 1986. Zona rămâne una dintre cele mai contaminate regiuni din lume.

## Dezastru și curățare
Pădurea Roșie se află în zona de excludere; această regiune a primit cele mai mari doze de radiații în urma dezastrului de la Cernobîl și a norilor de fum și praf puternic poluați cu substanțe radioactive. Arborii au murit din cauza acestor radiații. Explozia și incendiul de la reactorul nr. 4 al centralei de la Cernobîl au contaminat solul, apa și atmosfera cu materiale radioactive echivalente de 20 de ori cu bombele atomice de la Hiroshima și Nagasaki.
În cadrul operațiunilor de curățare post-dezastru, majoritatea pinilor au fost doborâți și îngropați în tranșee de către „lichidatori”. Tranșeele au fost apoi acoperite cu un strat gros de nisip și replantate cu puieți de pin. Mulți se tem că, pe măsură ce arborii se descompun, contaminanții radioactivi vor ajunge în pânza freatică. Oamenii au fost evacuați din zona contaminată din jurul Pădurii Roșii.

## Refugiu pentru animale sălbatice

Hartă care arată contaminarea cu cesiu-137 în Belarus, Rusia și Ucraina începând cu 1996

După ce oamenii au fost evacuați în 1986, animalele s-au mutat în zonă, în ciuda radiațiilor. Flora și fauna din Pădurea Roșie au fost afectate dramatic de accident. Se pare că biodiversitatea din Pădurea Roșie a crescut în anii care au urmat dezastrului. Există rapoarte despre plante deformate în zonă. Populația de mistreți a crescut de opt ori între 1986 și 1988.
Zona Pădurii Roșii rămâne una dintre cele mai contaminate regiuni din lume. Cu toate acestea, a devenit un habitat remarcabil de fertil pentru multe specii pe cale de dispariție. Evacuarea regiunii din jurul reactorului nuclear a creat un refugiu natural luxuriant și unic. În documentarul BBC Horizon din 1996, Inside Chernobyl's Sarcophagus, păsări sunt văzute zburând prin găurile mari din structura fostului reactor nuclear. Impactul pe termen lung al contaminării asupra florei și faunei din regiune nu este pe deplin cunoscut, deoarece plantele și animalele au toleranțe radiologice semnificativ diferite. Se raportează păsări cu penele cozii deformate (ceea ce interferează cu reproducerea). În zonă au fost observate berze, lupi, castori, cerbi și vulturi.
În 2005, nivelurile de radiații din Pădurea Roșie erau în unele locuri de până la 10 mSv/h. Peste 90% din radioactivitatea Pădurii Roșii era concentrată în sol.
Se pare că natura din zonă nu doar că a supraviețuit, dar a și prosperat datorită reducerii semnificative a impactului uman. Zona a devenit o „Rezervație Radiologică”, un exemplu clasic de parc involuntar. În prezent, există îngrijorări cu privire la contaminarea solului cu stronțiu-90 și cesiu-137, care au perioade de înjumătățire de aproximativ 30 de ani. Cele mai mari concentrații de cesiu-137 se găsesc în straturile superioare ale solului, unde sunt absorbite de plante și insectele care trăiesc acolo astăzi. Unii oameni de știință se tem că radioactivitatea va afecta terenul pentru următoarele generații.

## Incendii de pădure
În aprilie 2015, un incendiu forestier de mari proporții, care a ars aproape 400 de hectare, a ajuns la o distanță de 20 km de centrala nucleară abandonată, stârnind temeri că flăcările ar putea cuprinde arbuștii și pădurile din zona dezastrului, ceea ce ar fi putut elibera materiale radioactive în atmosferă. Pădurea a fost afectată din nou de un alt incendiu în aprilie 2020, care a cauzat daune de amploare necunoscută.
Un studiu publicat în 2014 a constatat că materia vegetală – resturile de frunze și trunchiurile copacilor morți – din zona Pădurii Roșii se descompune mult mai lent decât este tipic pentru resturile forestiere. Cercetătorii au descoperit că microorganismele responsabile de descompunerea resturilor forestiere nu acționează asupra acestora în zona contaminată la rata observată în pădurile din afara zonei. Ca rezultat, cantitatea de detritus – principalul combustibil al incendiilor forestiere – este semnificativ mai mare decât în alte păduri. Prin urmare, riscurile de incendiu sunt mai ridicate în comparație cu alte păduri din condiții climatice similare.

## Activitatea umană
În februarie 2022, în timpul invaziei ruse în Ucraina, forțele ruse au raportat că au deplasat vehicule prin Pădurea Roșie, folosind-o ca rută pentru convoaiele lor, ceea ce a ridicat nori de praf radioactivi din pădure. Muncitorii locali au raportat că trupele ruse care au trecut prin Pădurea Roșie nu foloseau echipamente de protecție, ceea ce le-ar fi putut pune în pericol. În timpul ocupației lor în pădure, trupele au raportat că au împușcat și consumat animale sălbatice din zonă și au pescuit somni din iazurile de răcire abandonate ale centralei, ingerând probabil materiale radioactive în acest proces.
La 31 martie 2022 s-a raportat că majoritatea trupelor ruse care ocupau zona Cernobîl au fost forțate să se retragă după ce au suferit de sindromul iradierii acute cauzat de săparea tranșeelor în Pădurea Roșie, extrem de contaminată. Nu există confirmări independente că retragerea a fost cauzată de sindromul iradierii acute, dar oficialii ucraineni au oferit acces la locație, unde au fost observate tranșee și săpături considerabile în Pădurea Roșie.
La 1 aprilie 2022, The Daily Telegraph a raportat că un soldat rus a murit din cauza sindromului iradierii acute după ce a campat în Pădurea Roșie pentru o perioadă îndelungată. În octombrie, CNN a raportat că soldații ruși răniți care au operat la Cernobîl au fost tratați la Centrul Republican de Cercetare pentru Medicină de Radiație și Ecologie Umană din Belarus, inclusiv unii care au prezentat semne de iradiere acută.

## În cultura populară
Romanul Wolves Eat Dogs⁠(d) (2004) al lui Martin Cruz Smith, parte din seria cu inspectorul de poliție rus Arkadi Renko, are acțiunea plasată parțial în Pădurea Roșie de lângă Cernobîl.
Jocurile video de tip shooter first-person și survival horror STALKER: Shadow of Chernobyl (2007) și STALKER: Clear Sky (2008), dezvoltate de studioul ucrainean GSC Game World⁠(d), sunt plasate într-o versiune semi-postapocaliptică și științifico-fantastică a zonei de excludere de la Cernobîl. Ambele jocuri includ Pădurea Roșie ca unul dintre nivelurile de final.
În 2023, sezonul al 20-lea al seriei de jocuri de rol pe masă Dimension 20⁠(d), intitulat Burrow's End, s-a concentrat pe o familie de hermine care supraviețuiește într-o pădure inspirată de Pădurea Roșie.
Chernobylite prezintă părți din Pădurea Roșie.